# Alexander Heights
Alexander Heights är en del av en befolkad plats i Australien. Den ligger i kommunen Wanneroo och delstaten Western Australia, omkring 14 kilometer norr om delstatshuvudstaden Perth. Antalet invånare är 7 695.
Runt Alexander Heights är det ganska tätbefolkat, med 108 invånare per kvadratkilometer.. Närmaste större samhälle är Perth, omkring 14 kilometer söder om Alexander Heights. 
I omgivningarna runt Alexander Heights växer huvudsakligen savannskog. Genomsnittlig årsnederbörd är 820 millimeter. Den regnigaste månaden är juli, med i genomsnitt 142 mm nederbörd, och den torraste är januari, med 11 mm nederbörd.